# 加氏長吻鰩
加氏長吻鰩（學名：Dipturus garricki），為軟骨魚綱鰩目鰩科長吻鰩屬的一種，分布於中西大西洋墨西哥灣北部到尼加拉瓜海域，深度275至476公尺，體長可達107公分，棲息在大陸坡海域，為底棲性魚類，肉食性，卵生，生活習性不明。